# Praça Rui Barbosa (Curitiba)
A Praça Rui Barbosa é um logradouro do município de Curitiba, no estado do Paraná. 
Na praça está localizado o principal terminal de transporte urbano, unificando várias linhas de ônibus do centro da capital com alguns dos mais importantes bairros sendo integradas por integração temporal (cartão transporte), além da principal Rua da Cidadania Matriz de Curitiba, que oferece serviços populares de restaurante, várias lojas comerciais e uma unidade da URBS e o prédio histórico da Santa Casa de Misericórdia de Curitiba.

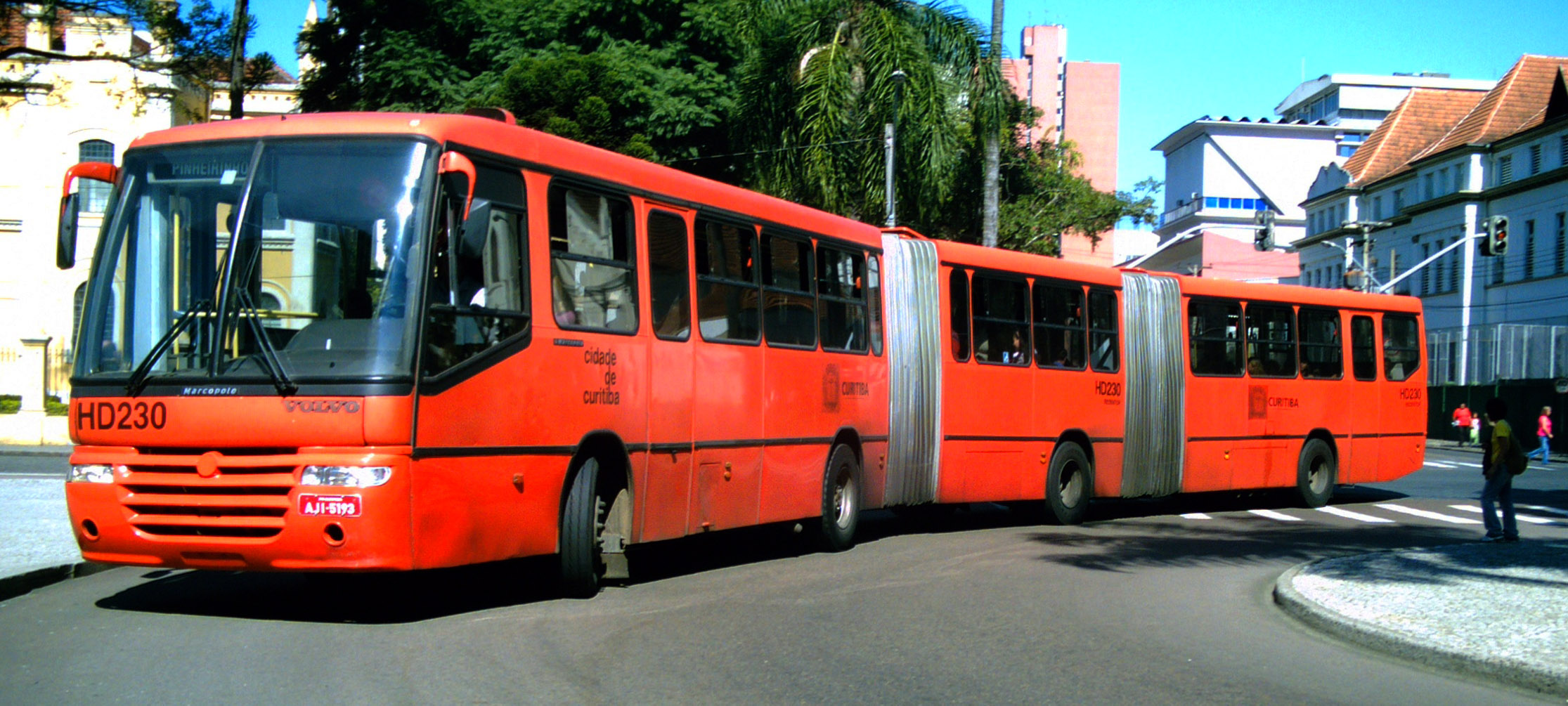
A Praça Rui Barbosa possui um terminal de ônibus integrado por cartão transporte. Permitindo a integração de várias linhas até então, desintegradas.

## História

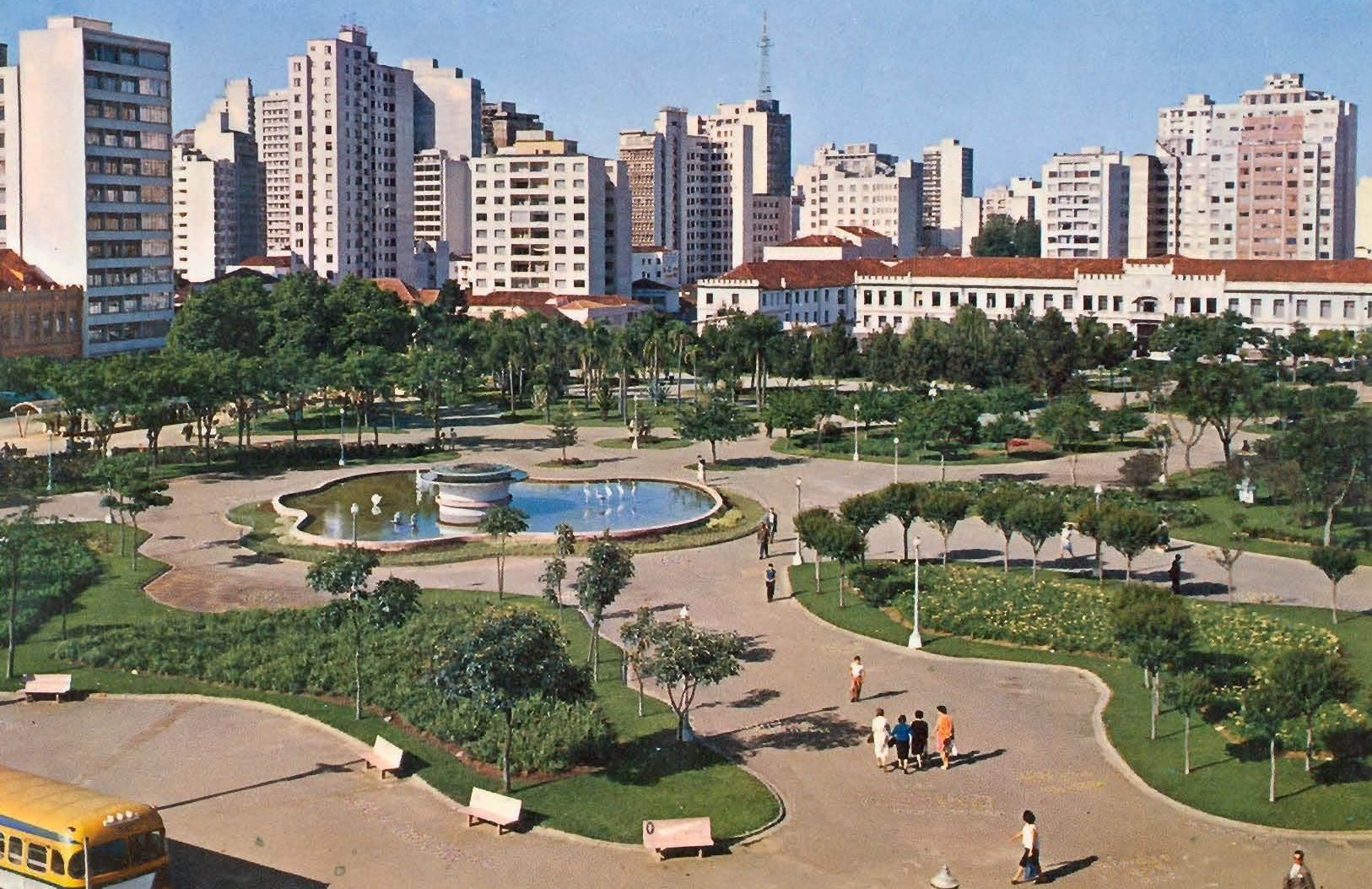
Praça Rui Barbosa, foto década de 1960.

Seu terreno era um descampado, no qual existia uma vertente conhecida como Olho D'Água dos Sapos, que foi canalizada até um chafariz pelo engenheiro Antônio Rebouças, inaugurado em 1871 no Largo da Ponte (atual Praça Zacarias). 
Em 1880, após a abertura da Santa Casa de Misericórdia, o descampado passou a ser chamado Largo da Misericórdia. Com a queda do Império seu nome foi alterado para Praça da República. Apenas na década de 1920 recebeu o nome atual.
Até 1954 foi utilizado para manobras e instruções de recrutas, pois ali existia o quartel do 15º Batalhão de Caçadores. O espaço também foi destinado para exposições variadas, circos, parque de diversões e eventos religiosos. O descampado só foi urbanizado e transformou-se em praça durante a gestão do prefeito Ney Braga, em 1955. Entre a década de 1970 e começo da década de 1990 abrigou o Teatro de Bolso, um dos teatros populares da cidade.